# Туризам у Немачкој
Велики број туриста годишње посети Немачку. Они тамо могу видети велики део европске историје. Прелепи предели и градови у којима се укршта модерно и класично чини посету Немачкој незаборавном.
Као највеће емитивно тржиште ова земља је деценијама суочена са проблемом одлива великог дела националног дохотка који се врши преко туристичких путовања њених грађана у иностранство. Зато је она, још на почетку деведесетих година прошлог века, уложила велика средства у изградњу нових капацитета, реконструкцију и модернизацију постојећих објеката у својим бањским и планинским центрима. Основни циљеви овог финансијског подухвата, на чијој се потпуној реализацији и данас ради су били:
- - Побољшање рекреативне, здравствене и друге функционалности туристичких центара, као и конкурентности њихових производа,
  - подизање еколошког квалитета туристичких простора и услига,
  - приближавање туристичке понуде захтевима домаће тражње и на тој основи смањење одлива националног дохотка преко обимних путовања у иностранство,
  - привлачење веће иностране тражње ради остваривања повољног биланса у туристичкој делатности и др.

## Најпознатије дестинације
- Берлин
- Минхен
- Келн
- Балтичко море
- Хамбург
- Хајделберг
- Шварцвалд
- Баварски Алпи
- Дрезден
- Северно море
- Бранденбург